# Hopea
Hopea é um gênero de plantas da família Dipterocarpaceae. O gênero foi nomeado após John Hope (1725-1786), o primeiro Regius Keeper do Royal Botanic Garden, Edimburgo. Contém cerca de 113 espécies, distribuídas entre o Sri Lanka e sul da Índia até o sul da China, e ao sul da Malásia até a Nova Guiné. São principalmente árvores da floresta tropical de várzea, mas algumas espécies podem se tornar também árvores emergentes, como Hopea nutans.